# Leupu
Leupu is een bestuurslaag in het regentschap Pidie van de provincie Atjeh, Indonesië. Leupu telt 1148 inwoners (volkstelling 2010).